# 다방 2
다방 2(Dabangg 2)는 인도에서 제작된 아르바자 칸 감독의 2012년 액션, 코미디, 드라마 영화이다. 살만 칸 등이 주연으로 출연하였고 아르바자 칸 등이 제작에 참여하였다.

## 출연

### 주연
- 살만 칸
- 카리나 카푸르
- 소나크시 신하

### 조연
- 프라카쉬 라이
- 비노드 칸나
- 무케쉬 바트